# Kesä-Marttajärvi
Kesä-Marttajärvi och Talvi-Marttajärvi, eller Marttajärvet är sjöar i Finland. De ligger i kommunen Muonio i landskapet Lappland, i den norra delen av landet, 900 km norr om huvudstaden Helsingfors. Marttajärvet ligger 244 meter över havet. Arean är 15,5 hektar och strandlinjen är 1,87 kilometer lång. Sjön  ingår i Torne älvs huvudavrinningsområde. 